# Карибу (окръг)
 Тази статия е за окръга в САЩ.  За елена карибу вижте Северен елен.  
Окръг Карибу (на английски: Caribou County) е окръг в щата Айдахо, Съединени американски щати. Площ 4658 km² (2,15% от територията на щата). Население – 7034 души (2017), 0,45% от населението на щата, гъстота 1,51 души/km². Административен център град Сода Спрингс.
Окръгът е разположен в югоизточната част на щата. На юг граничи с окръзите – Беър Лейк и Франклин, на запад – с окръг Банок, на север – с окръзите Бингам и Бонвил, а на изток – с щата Уайоминг. Релефът е предимно планински, като на изток се простира хребета Уебстър (връх Мийд 9957 f, 3034 m), на североизток – южните разклонения на хребета Карибу, а на запад – източните склонове на хребета Партньоф, всички части от Скалистите планини. В южната част на окръга протича част от средното течение на безотточната река Беър, в долината на която е разположен административният център на окръга град Сода Спрингс. В северната част протича река Блекфут (ляв приток на Снейк), на която е изграден язовира Блекфут, а в западната част – безотточната река Партньоф. В северна част на окръга, на границата с окръг Бонвил попада южната третина на езерото Грейс.
Административен център на окръга е град Сода Спрингс 3058 души (2010 г.), а втори по големина е град Грейс 915 души (2010 г.).
През окръга, на протежение от 41 мили (66 km), от запад на изток, през град Сода Спрингс преминава участък от Междущатско шосе .
Окръгът е образуван на 11 февруари 1919 г. (най-младия в щата Айдахо) и е наименуван по името на хребета Карибу, който от своя страна е наименуван в чест на златотърсача Карибу Феърчайлд, открил през 1862 г. златни находища в района. В северозападната част на окръга попада крайния югоизточен участък на индианския резерват „Форт Хъл“.